# Закон Стефана — Больцмана

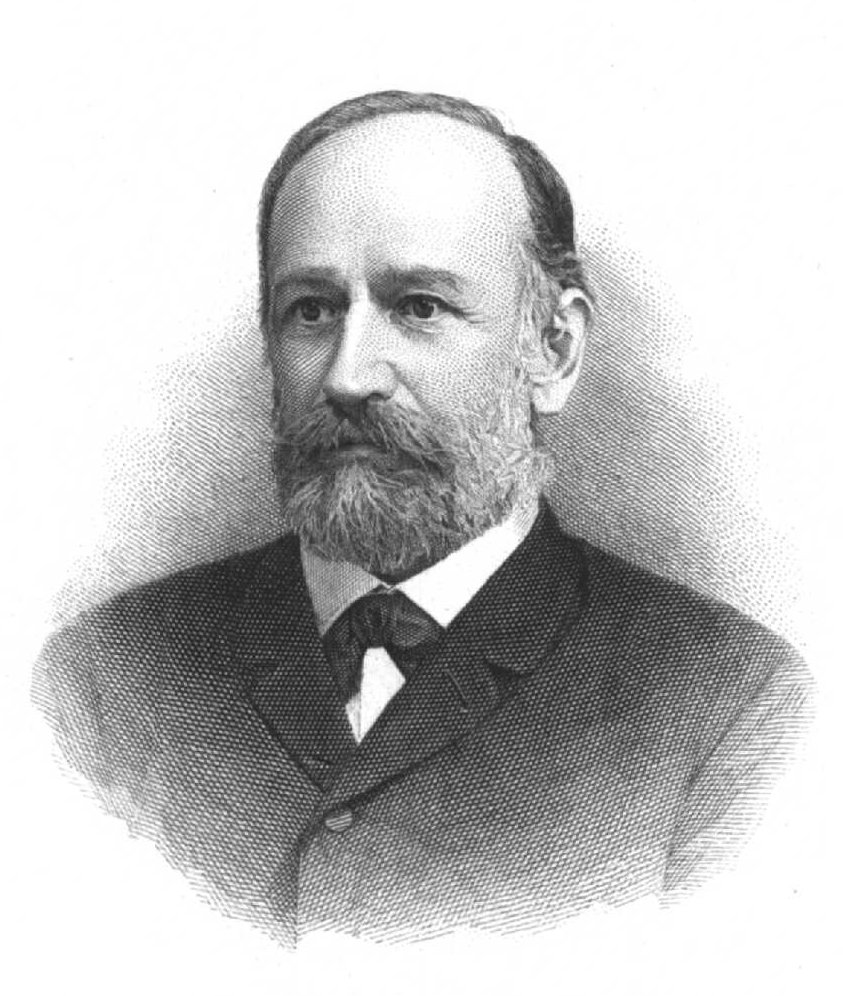
Йозеф Стефан

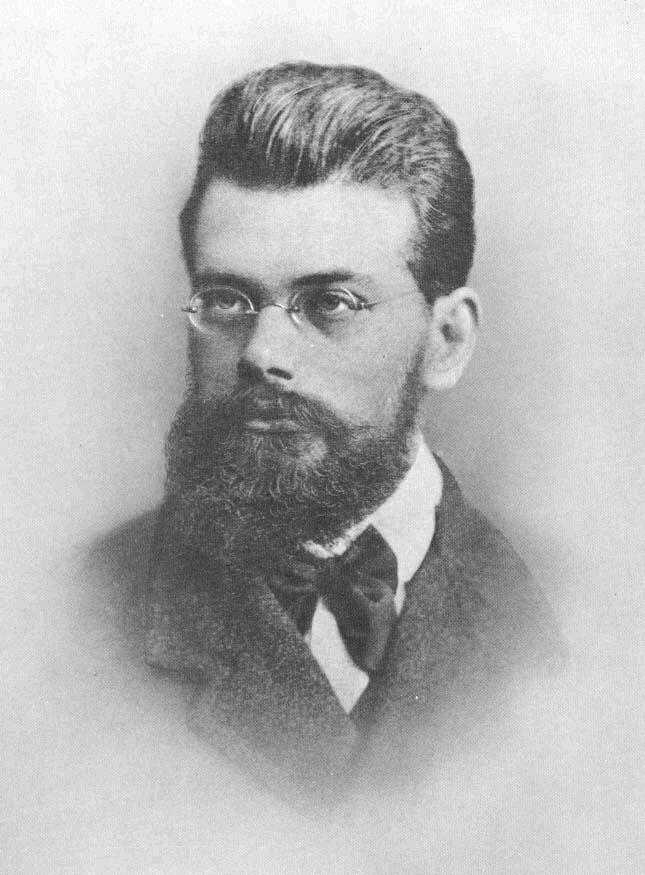
Людвиг Больцман

Зако́н Сте́фана — Бо́льцмана (закон Стефана, закон излучение Стефана — Больцмана) — интегральный закон излучения абсолютно чёрного тела. Он определяет зависимость плотности мощности излучения абсолютно чёрного тела от его температуры. В словесной форме его можно сформулировать следующим образом:
Полная объёмная плотность равновесного излучения и полная испускательная способность абсолютно чёрного тела пропорциональны четвёртой степени его температуры.
Для полной испускательной способности (энергетической светимости) {\displaystyle j^{\star }} закон имеет вид:
| Закон Стефана — Больцмана {\displaystyle j^{\star }=\sigma T^{4}\,,} |
где {\displaystyle T} — температура абсолютно чёрного тела, {\displaystyle \sigma } — постоянная Стефана — Больцмана, которая может быть выражена через фундаментальные константы путём интегрирования по всем частотам формулы Планка:
| Постоянная Стефана — Больцмана {\displaystyle \sigma ={\frac {\pi ^{2}k^{4}}{60c^{2}\hbar ^{3}}}={\frac {2\pi ^{5}k^{4}}{15c^{2}h^{3}}}\,,} |
где {\displaystyle h} — постоянная Планка, {\displaystyle k} — постоянная Больцмана, {\displaystyle c} — скорость света. Численно постоянная Стефана — Больцмана равна
{\displaystyle \sigma =5{,}670\ 367(13)\cdot 10^{-8}} Вт / (м2 · К4).
Закон был эмпирически открыт Йозефом Стефаном в 1879 году, а через пять лет — выведен теоретически Людвигом Больцманом в рамках термодинамики. Больцман исходил из кинетической теории газов и цикла идеальной обратимой тепловой машины с излучением в качестве рабочего тела вместо газа. Он предполагал, что это излучение оказывает давление на стенки сосуда. Это единственный важный физический закон, названный в честь словенского физика.
Закон говорит только об общей излучаемой энергии. Распределение энергии по спектру излучения описывается формулой Планка, в соответствии с которой в спектре имеется единственный максимум, положение которого определяется законом Вина. Используя современную формулировку, его можно вывести из закона Планка:
{\displaystyle j^{\star }=\int _{0}^{\infty }\left({\frac {\mathrm {d} j^{\star }}{\mathrm {d} \lambda }}\right)\mathrm {d} \lambda =\pi \int _{0}^{\infty }B_{\lambda }\,\mathrm {d} \lambda \!\,.}
Применение закона к расчёту эффективной температуры поверхности Земли даёт оценочное значение в 249 К, или −24 °C.

## Общая форма

Увеличение мощности излучения при изменении температуры

Если замкнутую систему нагретых излучающих тел поместить в полость с идеальными отражающими стенками, то со временем установится термодинамическое равновесие между излучением и всеми телами. Температуры всех тел станут одинаковыми. Равновесие достигается не только на поверхности тел, но и внутри них. Возбуждённые атомы испускают излучение, которое поглощается другими атомами среды, возбуждая их, тем самым попадая со временем на поверхность тела, с которой излучается в окружающее пространство. Тепловое излучение — это равновесная форма излучения, которое однородно, изотропно, неполяризовано, обладает непрерывным спектром. Энергию r, приходящуюся на единичный диапазон частот, называют спектральной испускательной способностью тела или спектральной плотностью энергетической светимости. Она зависит от частоты и температуры. При интегрировании этой величины по всему спектру получают суммарный поток энергии излучения единицы поверхности, который называют интегральной испускательной способностью или энергетической светимостью:
{\displaystyle j^{\star }=\int _{0}^{\infty }r(\omega ,T)d\omega \,.}
Эта величина имеет размерность [Вт/м²] в единицах СИ. Обычные тела частично поглощают свет, падающий на них. Спектральная поглощательная способность тела характеризуется как отношение поглощённого потока падающего излучения из узкого интервала частот dΦ’ω к падающему потоку (dΦω):
{\displaystyle a_{\omega ,T}={\frac {d\Phi _{\omega }^{'}}{d\Phi _{\omega }}}\,.}
Эта безразмерная величина не может быть больше единицы по определению. Если поглощение одинаково для всех частот, то такое тело называют серым. Для реальных тел поглощение зависит от частоты. В специальном случае полного поглощения падающего излучения во всём спектре говорят об абсолютно чёрном теле. Его излучение имеет универсальный характер, его энергетическая светимость пропорциональна четвёртой степени температуры:
{\displaystyle j^{\star }=\varepsilon \sigma T^{4}\!\,,}
где ε — интегральная поглощательная способность тела. Для абсолютно чёрного тела ε = 1 выражение имеет специальное название — закон Стефана — Больцмана. Для многих температур металлы имеют ε = 0,1…0,4, окислы металлов — ε = 0,5…0,9.
Для серых тел закон можно записать в виде:
{\displaystyle j_{\rm {s}}^{\star }=(1-a)\sigma T^{4}=(1-a)j_{0}^{\star }\!\,.}
Однако если коэффициент отражения зависит от длины волны {\displaystyle a(\lambda )}, то применяется закон излучения Кирхгофа:
{\displaystyle {\frac {\mathrm {d} j^{\star }}{\mathrm {d} \lambda }}=\left[1-a(\lambda )\right]\left({\frac {\mathrm {d} j^{\star }}{\mathrm {d} \lambda }}\right)_{0}\!\,,}
или
{\displaystyle j_{\rm {s}}^{\star }=\varepsilon (T)\sigma T^{4}\!\,.}
В технической литературе общий закон Стефана — Больцмана обычно записывается в виде:
{\displaystyle j^{\star }=\varepsilon _{n}C_{\rm {c}}\left({\frac {T}{100}}\right)^{4}\!\,,}
в основном для того, чтобы было проще вычислить где он находится {\displaystyle \varepsilon _{n}} излучение в направлении, перпендикулярном поверхности. Излучение в полупространстве для гладких металлических, гладких и шероховатых тел составляет:
{\displaystyle \varepsilon \approx 1,20\varepsilon _{n}\!\,,}
{\displaystyle \varepsilon \approx 0,95\varepsilon _{n}\!\,,}
{\displaystyle \varepsilon \approx 0,98\varepsilon _{n}\!\,.}
Цвет поверхности не влияет на яркость. Белые поверхности сильно излучают. Гладкие материалы, такие как алюминий и бронза, имеют низкое сияние. Стекло пропускает коротковолновый свет, но не пропускает длинноволновое тепловое излучение.
В отличие от твёрдых тел, излучающих и поглощающих с поверхности, у газов степень поглощения зависит от толщины газового слоя и проходит по всему объёму (закон поглощения):
{\displaystyle \varepsilon =1-{\frac {1}{e^{-\mu x}}}\!\,,}
где {\displaystyle x} — длина пути излучения через газ и {\displaystyle \mu } — коэффициент поглощения. Одноатомные и большинство двухатомных газов в технических расчётах можно рассматривать как диатермические вещества, то есть хорошо пропускающие тепло. Технически важно выделять углекислый газ и водяной пар, которые излучают и поглощают в более широких диапазонах спектра. Свыше 600 °C теплопроводность этих газов может быть высокой, при ещё более высоких температурах она может превысить конвекционный перенос.

## Открытие

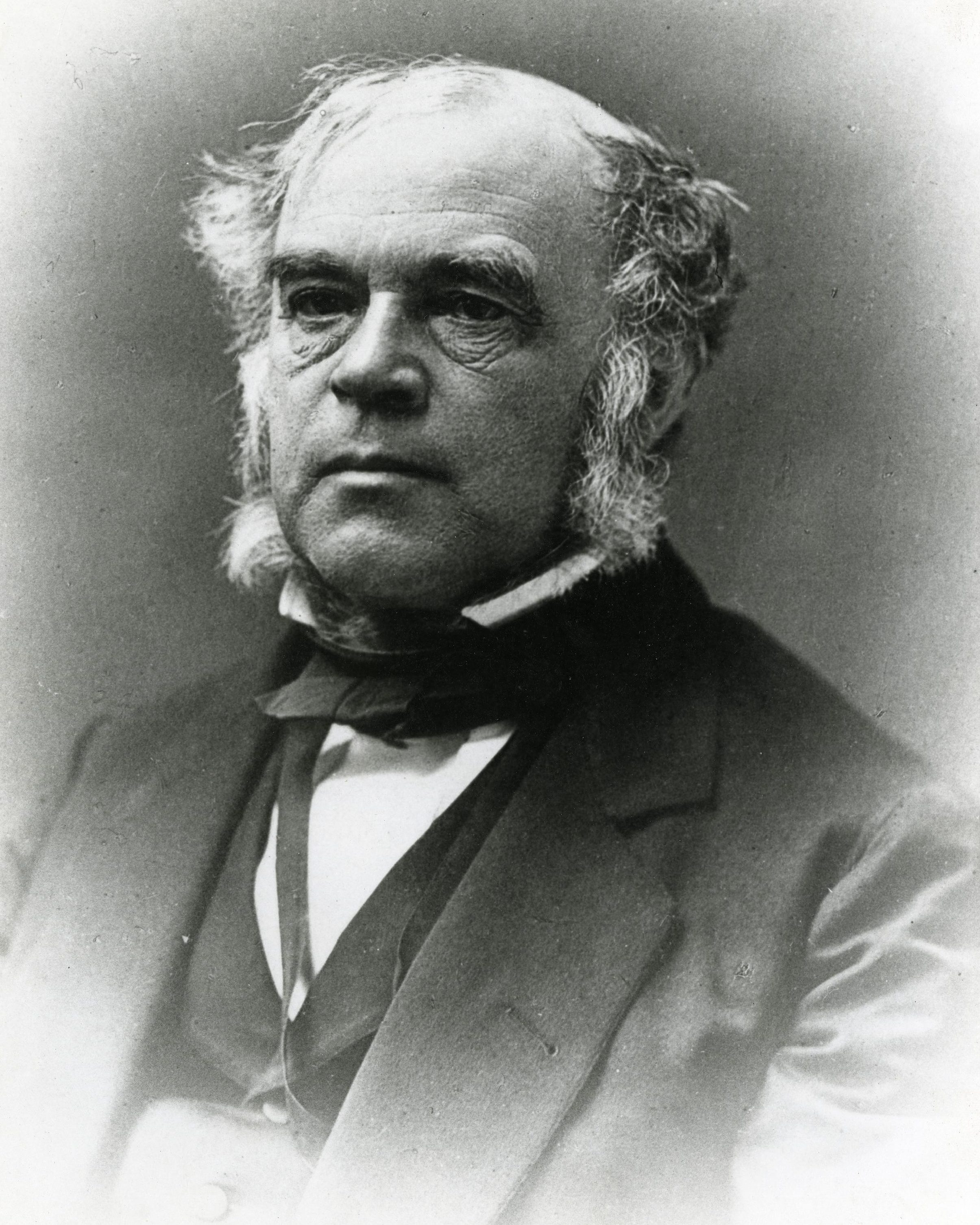
Джон Уильям Дрейпер

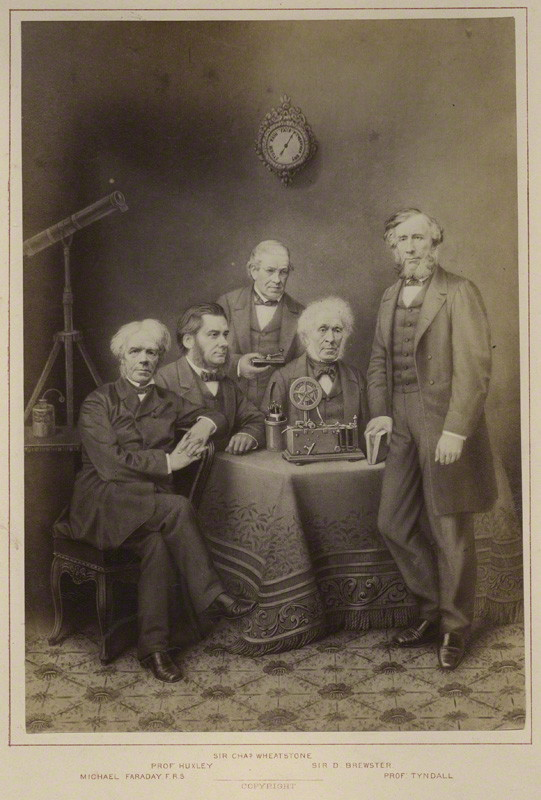
Тиндаль (справа) с Фарадеем, Хаксли, Уитстоном и Брюстером

20 марта Стефан опубликовал закон в статье «О связи между тепловым излучением и температурой» (нем. Über die Beziehung zwischen der Wärmestrahlung und der Temperatur) в «Докладах заседания Венской академии наук». Статья показывает его путь к открытию закона. Резюме рукописи содержало четыре страницы формата А4, вся статья — 61 страницу, а печатная версия — 38 страниц.
Ньютон обнаружил, что интенсивность лучистого потока от горячего тела пропорциональна разности температур тела и окружающей среды. Пьер Дюлонг и Алексис Пти показали, что зависимость от температуры не является линейной и важны более высокие степени. Они рассматривали теплообмен между нагретой сферической колбой и окружающими стенками сферического сосуда при комнатной температуре. Они считали, что данная установка, заполненная различными газами при различных давлениях, будет хорошей моделью для исследования лучистого переноса тепла. Формула для лучистой мощности, к которой они пришли, имела вид:
{\displaystyle E(T)=a\mu ^{T}\,,}
где μ — зависящая от размера тела и материала константа, a = 1,0077 — не зависящая от материала константа, T — температура. Стефан понял, что пренебрегать теплопереносом в системе не следует, и использовал их данные для поиска новой зависимости вида:
{\displaystyle E(T)=AT^{4}\,,}
где A — постоянная зависящая от площади поверхности тела и температура дана в Кельвинах.
В 1847 году Дрейпер попытался определить, при какой температуре начинает излучать нагретое тело. Он этого не наблюдал, но обнаружил, что плотность потока излучаемой энергии возрастает не прямо пропорционально температуре, а гораздо быстрее. В 1878 году Стефан прочитал работу Дрейпера о лучистой энергии. В 1848 году Кельвин ввёл абсолютную шкалу температур. Стефан также использовал абсолютную температуру в своём эксперименте. Густав Кирхгоф ввёл закон теплового излучения в 1859 году и доказал его в 1861 году:
{\displaystyle {\frac {\varepsilon (\lambda )}{a(\lambda )}}=B_{\lambda }(\lambda )\!\,.}
В 1862 году он ввёл термин «излучение чёрного тела». Он сравнил излучение чёрного и других излучающих тел. Он также предположил способ реализации такого излучения. Излучение чёрного тела {\displaystyle B_{\lambda }(\lambda )\!\,} зависит только от температуры источника излучения, но Кирхгофу не удалось определить функциональную зависимость.
Джон Тиндаль исследовал «невидимый» инфракрасный свет в 1864 году. Инфракрасные волны были открыты Уильямом Гершелем в 1800 году. Он использовал призму и с её помощью преломлял солнечный свет и использовал термометр для измерения повышения температуры за красной частью светового спектра. Он назвал эту часть спектра тепловыми лучами. Термин «инфракрасный свет» появился в конце XIX века. Томас Зеебек открыл явление термоэлектричества в 1821 году. Вскоре после этого, в 1835 году, Мачедонио Меллони изготовил первую термоэлектрическую батарею и открыл тепловое излучение. Было обнаружено, что новое излучение представляет собой свет, невидимый человеческому глазу, или электромагнитные волны с немного большей длиной волны, чем видимый красный свет.
В 1840 году Джон Гершель сделал первое инфракрасное изображение. Тиндаль нагрел электрическим током лампочку, в которой заменил обычную угольную нить на платиновую проволоку. Провод светился. По мере увеличения электрического тока температура провода увеличивалась и излучала всё больше и больше света. Он уловил свет линзой и призмой из каменной соли разделил излучаемый проволокой свет на радужный спектр. На место красной части поместил батарею последовательно соединенных термопар. Он присоединил контакты, где ток перетекал из одного металла в другой, с внешней стороны счётчика, и зачернил их. Соединения, где ток был в обратном направлении, он спрятал в корпус счётчика. Первые спаи поглощали падающий свет и нагревались, а вторые имели температуру окружающей среды. Он измерил силу тока чувствительным гальванометром. Тиндаль хотел получить только приблизительный результат, а температуру проволоки не измерял. Он только указал цвет излучаемого света. Для бледно-красных отклонение гальванометра составило 10,4°, а для белых 60°. В 1864 году он опубликовал трактат «О видимом и невидимом излучении», в котором попытался ответить, как излучение красного света зависит от температуры. Немецкий перевод был опубликован в 1865 году и был прочитан Адольфом Вюльнером. Во второе и третье издания своего учебника термодинамики «Наука о теплоте с точки зрения механической теории теплоты» включил данные Тиндаля. Он отрегулировал температуры. Хотя он полагался на измерения Дрейпера, он действовал произвольно. Книгу Вюльнера получил Стефан, который изменил температуру на абсолютную и учёл исправленное отклонение гальванометра для белого, для которого Тиндаль уже упоминал о необходимости брать удвоенное значение — 122°. Таким образом, бледно-красный цвет провода имел температуру 798 К (525 °С), белый 1473 К (1200 °С). При этом Стефан предполагал, что плотность излучаемого потока энергии пропорциональна отклонению гальванометра. Он попытался записать связь между абсолютной температурой провода T и плотностью излучаемого потока энергии j в виде степенной зависимости:
{\displaystyle j\propto \sigma T^{n}\!\,.}
Из обеих пар данных он определил отношения потоков энергии 122/10,4 = 11,731. Он достаточно точно приблизился к значению, если возводил в степень отношение соответствующих абсолютных температур 1473/798 = 1,846 в четвёртой степени: {\displaystyle 1,846^{4}=11,613}, так что n = 4. Он проверил значения по данным Дюлонга и Пти, вычитая вклад теплопроводности. Новый закон хорошо согласовывался со старыми данными. Константа σ, полученная из его измерений, может быть записана в современных единицах измерения:
{\displaystyle \sigma =5,056\cdot 10^{-8}\ \mathrm {W/(m^{2}\,K^{4})} \!\,.}
Его измерение было довольно точным и на 10,8 % меньше чем современное значения. Он также проверил закон по данным de la Provostaye и Desains (1846), Draper и Ericsson (1872) и Despretz.
В 1876 году Адольфо Бартоли независимо от Максвелла вывел уравнение для лучистого давления электромагнитных волн термодинамическим методом. Он обнаружил, что с помощью движущегося зеркала тепло может передаваться от более прохладного тела к более тёплому при совершении работы. Он представил себе обратимое бесконечно малый цикл Карно, при котором энтропия не меняется, а абсолютная проделанная работа связана с давлением света на зеркало. Чтобы второй закон термодинамики работал, свет должен передавать давление на зеркало. Поэтому лучистое давление также называли «давлением Максвелла — Бартоли».
В 1880 году Крова, Андре Проспер Поль опубликовал диаграмму трёхмерного представления графика интенсивности теплового излучения в зависимости от длины волны и температуры.
Брошюры Бартоли «О движениях, вызванных теплом» и «Радиометр Крукса» остались незамеченными. Последний раз на это обратил внимание Больцман, который обобщил идею Бартоли о том, что второй закон термодинамики требует существования лучистого давления и восемью годами позже вывел этот закон термодинамическим путём. Бартоли был близок к закону Стефана — Больцмана, но не учитывал температурную зависимость плотности потока энергии лучистого чёрного тела. Он опубликовал резюме брошюры в 1884 и 1885 годах. Стефан, вероятно, не знал о размышлениях Бартоли о вакууме в радиометре с 1876 года, пока в 1883 году Бартоли не получил публичную поддержку Генри Эдди, профессора математики и астрономии в Университете Цинциннати.
Радо фон Кёвелигети, изучавший теоретическую физику вместе со Стефаном в Венском университете, опубликовал спектральное уравнение в 1885 году в своей первой диссертации «Теория спектра», в которой предсказал предельную энергию излучения чёрного тела. Форма кривой зависимости спектральной плотности от длины волны была очень похожа на кривую Планка:
{\displaystyle u(\lambda ,T)={\frac {2\pi hc_{0}^{2}}{\lambda ^{5}}}{\frac {1}{e^{hc_{0}/(\lambda k_{\rm {B}}T)}-1}}\!\,.}
Фон Кёвеслигети записал функциональную форму спектрального уравнения следующим образом:
{\displaystyle L(\lambda )={\frac {4}{\pi }}\mu \Lambda {\frac {\lambda ^{2}}{\left(\lambda ^{2}+\mu ^{2}\right)^{2}}}\!\,.}
где {\displaystyle L(\lambda )\!\,} означает интенсивность излучения на длине волны {\displaystyle \lambda \!\,}, {\displaystyle \Lambda \!\,} — интенсивность излучения во всём диапазоне длин волн. Постоянная {\displaystyle \mu \!\,} определяется средним расстоянием и взаимодействием между частицами и даёт длину волны, при которой интенсивность излучения максимальна. Тогда было известно, что твёрдые тела начинают излучать в точке Дрейпера независимо от типа излучаемого вещества. Основываясь на этом результате, фон Кёвеслигети предположил, что {\displaystyle \mu \!\,} в уравнении зависит только от температуры.
Его спектральное уравнение имело ту же форму, что и открытое Вином в 1893 году:
{\displaystyle u(\lambda ,T)\propto {\frac {1}{\lambda ^{5}}}f\left({\frac {c_{0}}{\lambda T}}\right)\!\,.}
Уравнение фон Кёвеслигети даёт зависимость постоянной {\displaystyle \mu \!\,} от лучистой температуры тела:
{\displaystyle {\frac {\mu }{\mu _{0}}}=\left({\frac {T_{0}}{T}}\right)^{\frac {n+1}{2(n-1)}}\!\,,}
где индекс 0 обозначает сравнительный источник излучения. Лучший выбор параметра в экспоненте {\displaystyle n=3\!\,}, что даёт закон Вина, открытый 11 лет спустя:
{\displaystyle {\frac {\mu T}{\mu _{0}T_{0}}}=1,\qquad \left(\lambda _{0}T=k_{{\rm {W}},\lambda },\quad \mu \equiv \lambda _{0}\right)\!\,.}

## Вывод

### Вывод из закона Планка
Спектральную плотность излучения абсолютно чёрного тела как функцию длины волны {\displaystyle \lambda } даёт закон Планка:
{\displaystyle {\frac {\mathrm {d} j^{\star }}{d\lambda }}=\pi B_{\lambda }={\frac {2\pi hc_{0}^{2}}{\lambda ^{5}}}\,{\frac {1}{e^{hc_{0}/(\lambda k_{\rm {B}}T)}-1}}\!\,,}
где {\displaystyle h\!\,} — постоянная Планка, {\displaystyle c_{0}\!\,} — скорость света в вакууме {\displaystyle k_{\rm {B}}\!\,} — постоянная Больцмана, {\displaystyle T\!\,} — абсолютная температура.
Плотность светового потока определяется интегралом по всем длинам волн:
{\displaystyle j^{\star }=\int _{0}^{\infty }\left({\frac {\mathrm {d} j^{\star }}{\mathrm {d} \lambda }}\right)\mathrm {d} \lambda =\pi \int _{0}^{\infty }B_{\lambda }\,\mathrm {d} \lambda =2\pi hc_{0}^{2}\int _{0}^{\infty }\,{\frac {1}{\lambda ^{5}(e^{hc_{0}/(\lambda k_{\rm {B}}T)}-1)}}\mathrm {d} \lambda \!\,.}
Введя новую переменную u :
{\displaystyle u={\frac {hc_{0}}{\lambda k_{\rm {B}}T}}\!\,,}
где
{\displaystyle {\frac {\mathrm {d} u}{\mathrm {d} \lambda }}=-{\frac {hc_{0}}{\lambda ^{2}k_{\rm {B}}T}}\!\,,}
приходим к интегралу:
{\displaystyle j^{\star }={\frac {2\pi k_{\rm {B}}^{4}T^{4}}{h^{3}c_{0}^{2}}}\int _{0}^{\infty }\,{\frac {u^{3}}{e^{u}-1}}\mathrm {d} u\!\,.}
Его вычисление даёт {\displaystyle \pi ^{4}/15}.
Сначала полезно вычислить интеграл более общего вида:
{\displaystyle \int _{0}^{\infty }{\frac {u^{n}}{e^{u}-1}}\mathrm {d} u\!\,,}
или, что то же самое,
{\displaystyle \int _{0}^{\infty }{\frac {u^{n}e^{-u}}{1-e^{-u}}}\mathrm {d} u\!\,.}
Так как знаменатель всегда меньше 1, его можно разложить по степеням {\displaystyle e^{-u}} для получения сходящегося ряда:
{\displaystyle {\frac {1}{1-e^{-u}}}=\sum _{k=0}^{\infty }e^{-ku}\!\,.}
В основном уравнение берётся на сумму геометрического ряда. Дробь слева представляет собой выражение для ряда, обозначаемого суммой:
{\displaystyle 1+e^{-u}+e^{-2u}+e^{-3u}+\cdots \!\,.}
это обычный множитель {\displaystyle e^{-u}}. Затем в интеграл подставляется ряд:
{\displaystyle \int _{0}^{\infty }u^{n}e^{-u}\sum _{k=0}^{\infty }e^{-ku}\mathrm {d} u\!\,.}
Умножение на {\displaystyle e^{-u}\!\,} слева сдвигает сумму строк на одну позицию вправо, так что:
{\displaystyle e^{-u}+e^{-2u}+e^{-3u}+\cdots \!\,}
становится:
{\displaystyle e^{-2u}+e^{-3u}+e^{-4u}+\cdots \!\,.}
Поэтому индекс повышается на сумму единиц и отбрасывается {\displaystyle e^{-u}\!\,} :
{\displaystyle \int _{0}^{\infty }u^{n}\sum _{k=1}^{\infty }e^{-ku}\mathrm {d} u\!\,.}
Вводится новая переменная:
{\displaystyle v=ku\!\,,}
так что:
{\displaystyle u^{n}={\frac {v^{n}}{k^{n}}}\!\,}
в:
{\displaystyle {\frac {\mathrm {d} v}{\mathrm {d} u}}=k\!\,,}
интеграл превращается в:
{\displaystyle \int _{0}^{\infty }{\frac {v^{n}}{k^{n}}}\sum _{k=1}^{\infty }{\frac {1}{k}}e^{-v}\mathrm {d} v\!\,,}
или:
{\displaystyle \int _{0}^{\infty }v^{n}\sum _{k=1}^{\infty }{\frac {1}{k^{n+1}}}e^{-v}\mathrm {d} v\!\,.}
Поскольку каждый член суммы представляет собой сходящийся интеграл, сумма может быть получена из интеграла:
{\displaystyle \sum _{k=1}^{\infty }{\frac {1}{k^{n+1}}}\int _{0}^{\infty }v^{n}e^{-v}\mathrm {d} v\!\,.}
Интеграл справа — это гамма-функция, {\displaystyle \Gamma (n+1)}, сумма слева — это функция Римана ζ, {\displaystyle \zeta (n+1)}. Таким образом, окончательно верхний интеграл имеет значение:
{\displaystyle \int _{0}^{\infty }{\frac {u^{n}}{e^{u}-1}}\mathrm {d} u=\Gamma (n+1)\zeta (n+1)\!\,,}
или эквивалент:
{\displaystyle \int _{0}^{\infty }{\frac {u^{n-1}}{e^{u}-1}}\mathrm {d} u=\Gamma (n)\zeta (n)\!\,.}
Для целых чисел :
{\displaystyle \Gamma (n)=(n-1)!\!\,,} или {\displaystyle \Gamma (n+1)=n!\!\,}
и оттуда:
{\displaystyle \Gamma (4)=(3)!=6\!\,.}
Для чётных целых чисел:
{\displaystyle \zeta (n)={\frac {2^{n-1}|B_{n}|\pi ^{n}}{n!}}\!\,,}
где {\displaystyle B_{n}} — число Бернулли и применяется:
{\displaystyle B_{4}=-{\frac {1}{30}}\!\,,}
так что:
{\displaystyle \zeta (4)={\frac {2^{3}\pi ^{4}}{30\cdot 4!}}={\frac {\pi ^{4}}{90}}\!\,,}
аналитическое значение интеграла:
{\displaystyle \int _{0}^{\infty }{\frac {u^{4-1}}{e^{u}-1}}\mathrm {d} u=6\,\mathrm {Li} _{4}(1)=6\,\zeta (4)=6\cdot {\frac {\pi ^{4}}{90}}={\frac {\pi ^{4}}{15}}\!\,,}
где {\displaystyle \mathrm {Li} _{s}(z)} — полилогарифм.

График зависимости плотности потока энергии термодинамической температуры. В бирюзовом цвете плотность потока энергии согласно приближению Вина

Окончательно плотность светового потока:
{\displaystyle j^{\star }={\frac {2\pi k_{\rm {B}}^{4}T^{4}}{h^{3}c_{0}^{2}}}{\frac {\pi ^{4}}{15}}\!\,}
и закон Стефана — Больцмана ({\displaystyle \Gamma } — гамма-функция, {\displaystyle \zeta } — Дзета-функция Римана):
{\displaystyle j^{\star }={\frac {2\pi ^{5}k_{\rm {B}}^{4}}{15h^{3}c_{0}^{2}}}T^{4}={\frac {a}{b^{4}}}\Gamma (4)\zeta (4)T^{4}={\frac {a_{1}a}{a_{0}}}T^{4}=\sigma T^{4}\!\,,}
с константами:
{\displaystyle a={\frac {2\pi h}{c_{0}^{2}}}={\frac {a_{0}c_{0}}{4}}\!\,,\qquad b={\frac {h}{k_{\rm {B}}}}\!\,,\qquad a_{0}={\frac {8\pi h}{c_{0}^{3}}}={\frac {4a}{c_{0}}}\!\,}
и постоянная излучения :
{\displaystyle a_{1}={\frac {a_{0}}{a}}\sigma ={\frac {4\sigma }{c_{0}}}={\frac {8\pi ^{5}k_{\rm {B}}^{4}}{15h^{3}c_{0}^{3}}}\!\,.}

### Термодинамический вывод
Больцман представил себе коробку, заполненную излучением чёрного тела, и поршень на одной стенке, толкаемый радиационным давлением. Из тензора напряжения Максвелла классической электродинамики следует, что лучистое давление {\displaystyle p\!\,} связано с плотностью внутренней энергии {\displaystyle w\!\,} соотношением:
{\displaystyle p={\frac {1}{3}}w\!\,.}
Полная внутренняя энергия {\displaystyle U\!\,} для объёма {\displaystyle V\!\,} содержащего электромагнитное излучение, можно записать как:
{\displaystyle U=3pV\!\,.}
Согласно первому и второму законам термодинамики (основное термодинамическое соотношение), изменение внутренней энергии равно:
{\displaystyle \mathrm {d} U=T\mathrm {d} S-p\mathrm {d} V\!\,,}
откуда следует:
{\displaystyle T\left({\frac {\partial S}{\partial V}}\right)_{T}=\left({\frac {\partial U}{\partial V}}\right)_{T}+p\!\,.}
Согласно термодинамическому соотношению Максвелла:
{\displaystyle \left({\frac {\partial S}{\partial V}}\right)_{T}=+\left({\frac {\partial p}{\partial T}}\right)_{V}=-{\frac {\partial ^{2}F}{\partial T\partial V}}\!\,}
можно написать:
{\displaystyle T\left({\frac {\partial p}{\partial T}}\right)_{V}=\left({\frac {\partial U}{\partial V}}\right)_{T}+p\!\,.}
Поскольку лучистое давление пропорционально плотности внутренней энергии, оно зависит только от температуры, а не от объёма. Применяется следующее:
{\displaystyle {\frac {\mathrm {d} p}{\mathrm {d} T}}={\frac {1}{3}}{\frac {\mathrm {d} w}{\mathrm {d} T}}\!\,}
в:
{\displaystyle \left({\frac {\partial U}{\partial V}}\right)_{T}=3p=w\!\,,}
так что:
{\displaystyle T{\frac {1}{3}}{\frac {\mathrm {d} w}{\mathrm {d} T}}=w+{\frac {1}{3}}w={\frac {4}{3}}w\!\,.}
После расстановки переменных:
{\displaystyle {\frac {\mathrm {d} w}{w}}=4{\frac {\mathrm {d} T}{T}}\!\,}
и интегрирования:
{\displaystyle \ln w=4\ln T+\,\mathrm {const.} \!\,}
Последними являются плотность потока энергии и закон Стефана — Больцмана:
{\displaystyle j^{\star }=wc_{0}=c_{0}e^{\mathrm {konst.} }T^{4}={\frac {2\pi ^{5}k_{\rm {B}}^{4}}{15h^{3}c_{0}^{2}}}T^{4}=\sigma T^{4}\!\,,}
где постоянная Стефана, выраженная через другие основные константы, взята из предыдущего вывода, поскольку постоянная Планка h неизвестна классической электродинамике. Отсюда следует, что аддитивная константа:
{\displaystyle \mathrm {const.} =\ln {\frac {2\pi ^{5}k_{\rm {B}}^{4}}{15h^{3}c_{0}^{3}}}=-36,204022\,\ln \left[\mathrm {J/(m^{3}\,K^{4})} \right]\!\,.}
Оглядываясь назад, можно увидеть, что Больцману либо повезло, либо, что более вероятно, он вдохновился на сравнение результатов классического электромагнетизма с идеей о том, что излучение ведёт себя как жидкость. В то время не было возможности дать ответ на вопрос о какой-либо частице жидкости, даже эвристический, до предположения Планка и систематического исследования квантования поля излучения. С помощью размерного анализа Больцман мог заключить, что если бы постоянная Стефана зависела от других основных констант, одна из них должна была бы содержать размерность массы, которые не были известны в классической физике. В современном смысле аргумент Больцмана эквивалентен утверждению о том, что тензор электромагнитного напряжения безследовый:
{\displaystyle w-3p=T_{00}-\sum _{j=1}^{3}T_{jj}=T_{\mu }^{\mu }=0\!\,}
Это уравнение применимо к классическому полю Максвелла, и Больцман неявно предполагал, что оно применимо и к квантованному полю. В настоящее время известно несколько примеров теорий поля, для которых тензор напряжения является бесследовым на классическом уровне, но не при правильном квантовании теории. Примерами являются электродинамика, связанная с (безмассовыми) частицами с нетривиальными явлениями поляризации вакуума и неабелевой теории взаимодействий. Действительно, закон Стефана — Больцмана в квантовой электродинамике (КЭД) неприменим при высоких температурах.

### n-мерное пространство
Закон важен и в n-мерном пространстве. Лучистое давление в n-мерном пространстве равно:
{\displaystyle p={\frac {1}{n}}w\!\,,}
так что:
{\displaystyle T\,\mathrm {d} S=(n+1)p\,\mathrm {d} V+nV\,\mathrm {d} p\!\,}
От ассоциации:
{\displaystyle {\frac {1}{p}}{\frac {\mathrm {d} p}{\mathrm {d} T}}={\frac {(n+1)}{T}}\!\,}
следует:
{\displaystyle p\propto T^{n+1}\!\,}
но:
{\displaystyle w\propto T^{n+1}\!\,,}
насколько это возможно
{\displaystyle {\frac {\mathrm {d} Q}{\mathrm {d} t}}\propto T^{n+1}\!\,.}
Тот же результат получается с интегралом по частоте в законе Планка для n-мерного пространства, в противном случае с другим значением постоянной Стефана для каждого измерения. В общем, константа та же:
{\displaystyle \sigma _{n}={\frac {\pi ^{\frac {n-2}{2}}n(n-1)}{h^{n}}}\left({\frac {2}{c_{0}}}\right)^{n-1}k_{\rm {B}}^{n+1}\Gamma \left({\frac {n}{2}}\right)\zeta (n+1);\qquad n>1\!\,.}
Это специально для {\displaystyle n=1\,} :
{\displaystyle \sigma _{1}={\frac {2k_{\rm {B}}^{2}\zeta (2)}{\pi hc_{0}}}\!\,,}
за {\displaystyle n=2\,} :
{\displaystyle \sigma _{2}={\frac {4\pi k_{\rm {B}}^{3}\zeta (3)}{h^{2}c_{0}}}\!\,}
и для {\displaystyle n=3\,} :
{\displaystyle \sigma _{3}\equiv \sigma ={\frac {12\pi k_{\rm {B}}^{4}\zeta (4)}{h^{3}c_{0}^{2}}}\!\,.}

## Примеры

### Температура поверхности Солнца

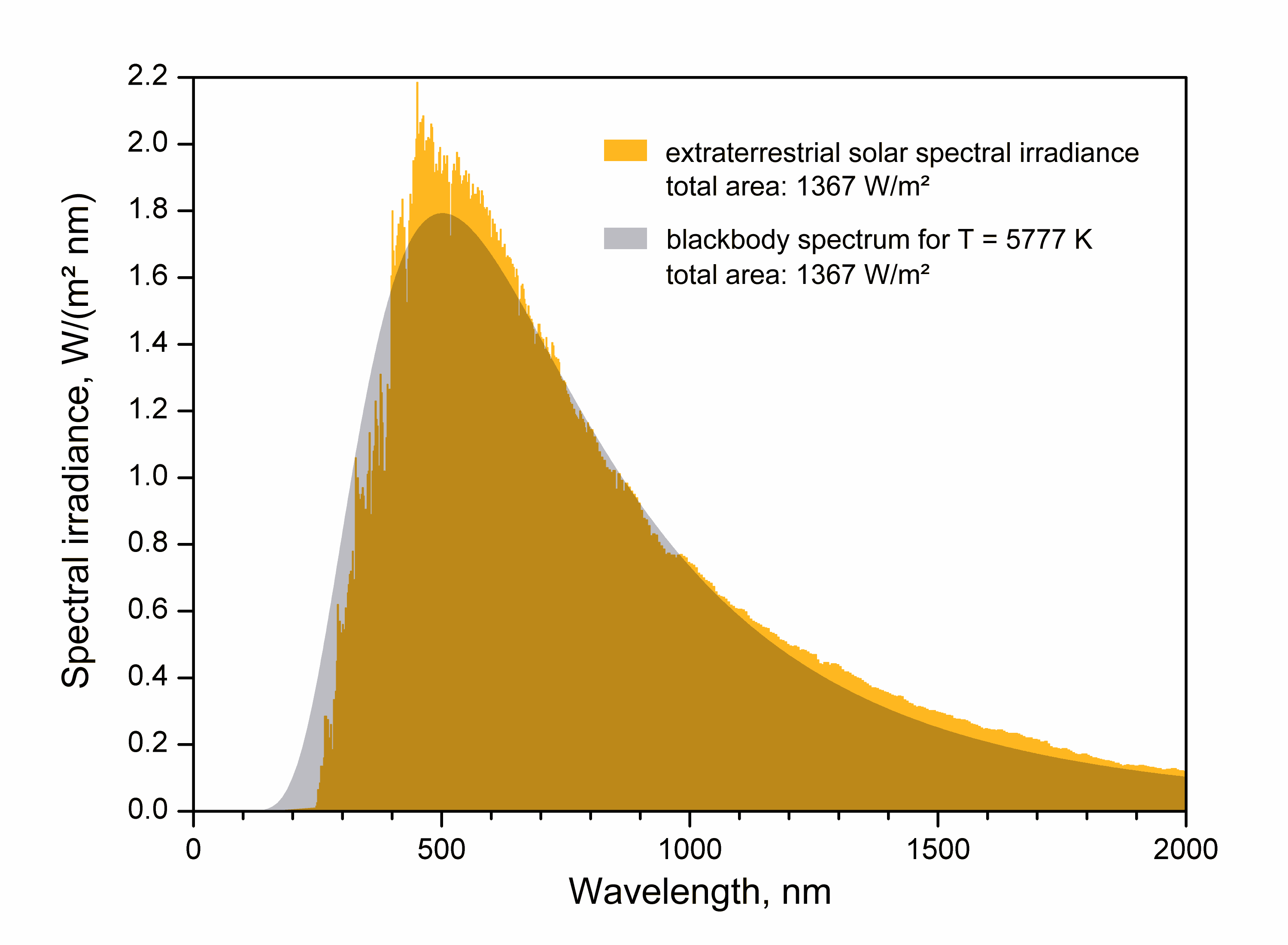
Спектр теплового излучения чёрного тела (серый по закону Планка) по сравнению со спектром Солнца на внешнем краю земной атмосферы (оранжевый). Плотность потока энергии одинакова в обоих случаях.

Используя свой закон, Стефан также определил температуру поверхности Солнца. Он опирался на данные Жак-Луи Соре о том, что плотность потока энергии Солнца на Землю в 29 раз превышает плотность потока энергии нагретой металлической пластины. Соре измерил плотность потока энергии на Монблане. Стефан поместил круглую плитку на таком расстоянии от метра, чтобы она смотрела под тем же углом, что и Солнце. По оценкам Соре, температура плитки составит от 1900 °C до 2000 °С. Стефан предположил, что 1/3 потока энергии Солнца удерживает атмосфера Земли. Поэтому он принял за правильный поток солнечной энергии на 3/2 большее значение, 29 · 3/2 = 43,5. Точные измерения атмосферного поглощения были сделаны только в 1888 и 1904 годах. Для температуры Стефан взял среднее значение двух предыдущих 1950 °С и для абсолютной термодинамической 2200 К. Так как 2,574 = 43,5, то из закона следует, что температура Солнца в 2,57 раза выше температуры плитки. Таким образом Стефан получил значение 5430 °С или 5703 К. Это было первое осмысленное значение температуры атмосферы Солнца.
Ему предшествовали значения от 1800 °С до 13 000 000 °С. Анджело Секки впервые назвал значение 18 000 000 °F (10 000 255 К), а позже 250 000 °F (139 144 К). Джон Уотерстон в 1861 году и Франческо Россетти в 1878 г. приводили преувеличенные значения. Россетти записал закон мощности излучения в форме:
{\displaystyle j=\varepsilon aT^{2}\left(T-T_{0}\right)-b(T-T_{0}),\qquad (\varepsilon =1)\!\,,}
что дало без поправки на поглощение значение 10 238,4 К.
Ньютон определил интенсивность солнечного излучения, наблюдая за повышением температуры сухой земли при солнечном свете. В середине лета при ясной погоде на широте Лондона земля в полдень достигает 65,6 °С и 29,4 °С, так что разница составляет примерно 36,2 °С. Ньютон считал эту разницу верным показателем силы солнечного излучения. Таким образом, он показал, что комета 1680 года подвергалась воздействию температуры, в 7000 раз превышающей температуру кипения воды (212 · 7000 = 1 484 000 °F (824,663 К)). Комета находилась в космосе на расстоянии 1/3 солнечного радиуса от поверхности Солнца. Из-за рассеивания лучей через солнечную атмосферу и на соответствующем расстоянии Джон Эрикссон сообщил о температуре солнечной фотосферы не менее 2 640 000 ° F (1 466 921 К). Год спустя, в 1872 году, Эрикссон пересчитал значение 4 036 000 °F (2.242.477 К).
Дюлонг и Пти в 1817 году сообщили значение из соотношения степени охлаждения тел в вакууме 1900 °С. Первое значение 1800 °С (между 1461 и 1761 °С) было определено Клодом Пулье в 1838 году из модели Дюлонга — Пти. Пулье принял половину значения потока энергии Солнца. Вероятно, этот результат напомнил Стефану, что модель Дюлонга — Пти не работает при высоких температурах. Если солнечный свет собрать с помощью линзы, он может нагреть тело до температуры выше чем 1800 °С.
Излучения Солнца на его поверхность и на поверхность Земли одинаковы:
{\displaystyle L=L_{\odot }\!\,,}
{\displaystyle jS_{\odot }=j_{\odot }S\!\,,}
{\displaystyle \sigma T_{\odot }^{4}4\pi r_{\odot }^{2}=j_{\odot }4\pi a_{0}^{2}\!\,,}
поэтому сегодняшнее расчётное значение:
{\displaystyle T_{\odot }={\sqrt[{4}]{\frac {j_{\odot }4\pi a_{0}^{2}}{\sigma 4\pi r_{\odot }^{2}}}}={\sqrt[{4}]{\frac {j_{\odot }a_{0}^{2}}{\sigma r_{\odot }^{2}}}}={\sqrt[{4}]{\frac {1366\cdot 149597870691^{2}}{5{,}670400\cdot 10^{-8}\,\cdot \,(6{,}960\cdot 10^{8})^{2}}}}=5775,9\ \mathrm {K} \!\,,}
где {\displaystyle j_{\odot }=1366} Вт/м2 — среднее значение солнечной постоянной (плотность светового потока от Солнца на внешней границе земной атмосферы), {\displaystyle a_{0}} — астрономическая единица, {\displaystyle r_{\odot }} — солнечный радиус и {\displaystyle L_{\odot }} — светимость Солнца.

### Температура звёзд
Температуру других звёзд можно определить аналогичным образом, рассматривая испускаемую энергию как излучение абсолютно чёрного тела. Светимость звезды L:
{\displaystyle L=jS=4\pi r^{2}\sigma T_{\rm {e}}^{4}\!\,,}
r — радиус звезды и {\displaystyle T_{\rm {e}}} — эффективная температура. Это же уравнение можно использовать для расчёта приблизительного радиуса звезды из главной последовательности относительно Солнца:
{\displaystyle {\frac {r}{r_{\odot }}}\approx \left({\frac {T_{\odot }}{T}}\right)^{2}{\sqrt {\frac {L}{L_{\odot }}}}\!\,.}
С помощью закона Стефана — Больцмана астрономы могут легко рассчитать радиус звезды.

#### Излучение Хокинга
Закон проявляется и в термодинамике чёрных дыр в излучении Хокинга. Температура излучения Хокинга равна:
{\displaystyle T_{\rm {H}}={\frac {\hbar c_{0}^{3}}{8\pi \kappa mk_{\rm {B}}}}\!\,.}
Поверхность сферы Шварцшильда с радиусом Шварцшильда {\displaystyle r_{\rm {s}}} является:
{\displaystyle S_{\rm {s}}=4\pi r_{\rm {s}}^{2}=4\pi \left({\frac {2\kappa m}{c_{0}^{2}}}\right)^{2}={\frac {16\pi \kappa ^{2}m^{2}}{c_{0}^{4}}}\!\,.}
Таким образом, излучение чёрной дыры (при {\displaystyle \varepsilon =1}):
{\displaystyle L=\varepsilon jS_{\rm {s}}=\varepsilon \sigma T_{\rm {H}}^{4}S_{\rm {s}}=\varepsilon \left({\frac {\pi ^{2}k_{\rm {B}}^{4}}{60\hbar ^{3}c_{0}^{2}}}\right)\left({\frac {\hbar c_{0}^{3}}{8\pi \kappa mk_{\rm {B}}}}\right)^{4}\left({\frac {16\pi \kappa ^{2}m^{2}}{c_{0}^{4}}}\right)={\frac {\hbar c_{0}^{6}}{15360\pi \kappa ^{2}m^{2}}}\!\ ={\frac {1.7*10^{32}}{m^{2}}}\!\ }
где {\displaystyle \hbar } — приведенная постоянная Планка, {\displaystyle c_{0}} — скорость света и {\displaystyle \kappa } — гравитационная постоянная Ньютона. Эти уравнения ещё не были выведены в рамках полуклассической теории гравитации.

### Температура поверхности Земли

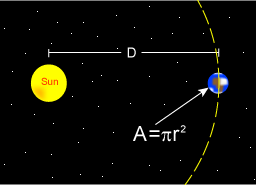
Солнечное излучение на Земле

Аналогичным образом можно рассчитать эффективную температуру поверхности Земли {\displaystyle T_{\rm {Z}}} путём определения энергии, получаемой от Солнца, и энергии, излучаемой Землёй, где необходимо думать, что оба тела абсолютно чёрные:
{\displaystyle T_{{\rm {Z}},0}=T_{\odot }{\sqrt {\frac {r_{\odot }}{2a_{0}}}}=5776\cdot {\sqrt {\frac {6,96\cdot 10^{8}}{2\cdot 149597870691}}}\approx 279\;{\rm {K}}\!\,.}
Таким образом, эффективная температура на поверхности Земли равна 6 ° С.
Приведённый выше расчет является грубым приближением, потому что по умолчанию Земля является чёрным телом. Равновесная планетарная температура имела бы одно и то же значение, если бы светимость и поглощательная способность планеты уменьшались на некую постоянную пропорцию на всех длинах волн, потому что входящие и исходящие значения всё равно были бы одинаковыми при одной и той же температуре. Однако эта температура больше не будет соответствовать определению эффективной температуры. Тот же результат получится, если предположить, что вся Земля представляет собой серое тело :
{\displaystyle (1-a)j_{\odot }\pi r_{\rm {Z}}^{2}=4\pi r_{\rm {Z}}^{2}\varepsilon \sigma T_{{\rm {Z}},0}^{4}\!\,,}
где отражательная способность и яркость одинаковы, так что отношение:
{\displaystyle a+\varepsilon =1\!\,}
и является:
{\displaystyle T_{{\rm {Z}},0}={\sqrt[{4}]{\frac {j_{\odot }}{4\sigma }}}=T_{\odot }{\sqrt {\frac {r_{\odot }}{2a_{0}}}}\!\,.}
Земля не имеет характеристик серого тела. Альбедо Земли таково, что около 30 % падающей солнечной радиации отражается обратно в космос. Из них 4 % отражённого излучения на поверхности, 20 % от облаков и 6 % выбрасывается в воздух. Если принять во внимание приведённую энергию Солнца и рассчитать температуру чёрного излучения, которое излучало бы столько энергии обратно в космос, то «эффективная температура», соответствующая такому представлению, составляет около 255 К.
{\displaystyle (1-a)j_{\odot }\pi r_{\rm {Z}}^{2}=4\pi r_{\rm {Z}}^{2}\sigma T_{{\rm {Z}},1}^{4}\!\,,}
где использовано
{\displaystyle \varepsilon =1\!\,}
и является
{\displaystyle T_{{\rm {Z}},1}={\sqrt[{4}]{\frac {(1-a)j_{\odot }}{4\sigma }}}={\sqrt[{4}]{\frac {(1-0,3)\cdot 1366}{4\cdot 5{,}670400\cdot 10^{-8}}}}\approx 255\;{\rm {K}}\!\,.}
По сравнению с 30 % отражения солнечной энергии, большее количество излучения с большими длинами волн поглощается или отражается от поверхности Земли в атмосферу и не передаётся за счёт парниковых газов, особенно: водяного пара, углекислого газа и метана. Поскольку яркость (измеренная на более высоких длинах волн, где излучает Земля) уменьшается больше, чем поглощательная способность (измеренная на более низких длинах волн солнечного излучения), равновесная температура выше, чем показывает простое приближение чёрного тела, а не ниже. Фактическая средняя температура поверхности Земли составляет около 288 К, а не 279 К. Глобальное потепление увеличивает эту равновесную температуру из-за воздействия человека на парниковые газы. С 1880 года, когда общая равновесная температура предполагалась равной 13,6 °С, она повысилась на 0,7 °С до 14,3 °С, а плотность потока энергии глобального потепления составляет 0,02 Вт/м2.
Состояние радиационного равновесия Земли задаётся простой моделью нулевой траектории:
{\displaystyle (1-a)j_{\odot }\pi r_{\rm {Z}}^{2}=4\pi r_{\rm {Z}}^{2}\varepsilon \sigma T_{{\rm {Z}},2}^{4}\!\,,}
где а = 0,3 — средняя отражательная способность Земли и {\displaystyle \varepsilon } = 0,612 эффективной светимости Земли. Левая часть представляет собой входящую энергию Солнца, а правая — уходящую энергию от Земли в соответствии с законом Стефана — Больцмана. Следовательно
{\displaystyle T_{{\rm {Z}},2}={\sqrt[{4}]{\frac {(1-a)j_{\odot }}{4\varepsilon \sigma }}}={\sqrt[{4}]{\frac {(1-0,3)\cdot 1366}{4\cdot 0,612\cdot 5{,}670400\cdot 10^{-8}}}}\approx 288\;{\rm {K}}\!\,.}
Тот же результат получается, если предположить, что атмосфера Земли является серым телом и принять во внимание её излучение {\displaystyle \varepsilon _{o}}:
{\displaystyle T_{{\rm {Z}},2}=T_{{\rm {Z}},1}{\sqrt[{4}]{\frac {2}{2-\varepsilon _{o}}}}=T_{{\rm {Z}},1}{\sqrt[{4}]{\frac {1}{\varepsilon }}}=255\cdot {\sqrt[{4}]{\frac {2}{2-0,776}}}=255\cdot {\sqrt[{4}]{\frac {1}{0,612}}}\approx 288\;{\rm {K}}\!\,.}
Солнечное излучение по-разному отражается на разных длинах волн. У края атмосферы отражение в инфракрасном диапазоне равно 0,8, а у поверхности в видимом 0,2.

### Плотность светового потока чёрных тел
В таблице приведены плотности излучаемого светового потока некоторых идеализированных чёрных тел или состояний.
| {\displaystyle T} [ К ] | {\displaystyle \vartheta } [ °С ] | тело/состояние                                                                                | {\displaystyle j^{\star }} [Вт/м2 ] |
| ----------------------- | --------------------------------- | --------------------------------------------------------------------------------------------- | ----------------------------------- |
| 118,9 · 10−16           |                                   | Излучение Хокинга чёрной дыры с массой Солнца                                                 | 113,2 · 10−83                       |
| 0,0648                  | -273,085                          | световой поток, все ещё воспринимаемый человеческим глазом                                    | 10−12                               |
| 2,7                     | -270,45                           | космическое микроволновое реликтовое излучение                                                | 3,013 · 10−6                        |
| 14.01                   | -259,14                           | температура плавления водорода                                                                | 0,00218                             |
| 184                     | -89                               | самая низкая измеренная температура на Земле (1983 год)                                       | 65,0                                |
| 273,15                  | 0                                 | лёд при температуре плавления                                                                 | 315,0                               |
| 288                     | 15                                | средняя температура на Земле                                                                  | 390,1                               |
| 298                     | 25                                | комнатная температура                                                                         | 447,2                               |
| 309,7                   | 36,6                              | средняя температура тела человека                                                             | 521,6                               |
| 331                     | 58                                | самая высокая измеренная температура на Земле (1922 год)                                      | 680,7                               |
| 394                     | 121                               | Солнечное излучение на краю атмосферы                                                         | 1366                                |
| 503                     | 230                               | горячая сварка стали                                                                          | 3629,8                              |
| 773                     | 500                               | горячий обогреватель                                                                          | 20 245,6                            |
| 798                     | 525                               | чёрное тело в точке Дрейпера                                                                  | 22 994,4                            |
| 1273                    | 1000                              | жёлтое пламя                                                                                  | 148 911,2                           |
| 1941                    | 1668                              | расплавленный титан                                                                           | 804 851,7                           |
| 2041.4                  | 1768,4                            | расплавленная платина                                                                         | 984 750,3                           |
| 2773                    | 2500                              | лампа накаливания                                                                             | 3 352 842,9                         |
| 5776                    | 5503                              | Солнечная фотосфера                                                                           | 63 113 529,9                        |
| 25000                   | 24727                             | средняя температура Вселенной через 10 000 лет после Большого взрыва                          | 22 150 001 850                      |
| 15,7 · 106              |                                   | Ядро Солнца                                                                                   | 3.445183366 · 1021                  |
| 10 · 109                |                                   | вспышка сверхновой                                                                            | 567.04400475 · 1030                 |
| 140 · 1030              |                                   | Планковская температура чёрной дыры температура Вселенной 500 · 10−42 с после Большого взрыва | 217.8341047 · 10123                 |

### Плотность потока энергии приближения Вина

Сравнение законов излучения чёрного тела: приближение Рэлея — Джинса (красный), приближение Вина (синий) и закон Планка (зелёный) для тела с температурой 8 мК.

Плотность потока энергии в приближении Вина равна:
{\displaystyle j_{\rm {W}}^{\star }=2\pi hc_{0}^{2}\int _{0}^{\infty }\,{\frac {1}{\lambda ^{5}e^{hc_{0}/(\lambda k_{\rm {B}}T)}}}\mathrm {d} \lambda \!\,.}
С той же переменной u, что и выше, интеграл переходит в:
{\displaystyle j_{\rm {W}}^{\star }={\frac {2\pi k_{\rm {B}}^{4}T^{4}}{h^{3}c_{0}^{2}}}\int _{0}^{\infty }\,{\frac {u^{3}}{e^{u}}}\mathrm {d} u\!\,.}
а значение интеграла равно:
{\displaystyle \int _{0}^{\infty }{\frac {u^{3}}{e^{u}}}\mathrm {d} u=6\!\,,}
так что плотность потока энергии:
{\displaystyle j_{\rm {W}}^{\star }={\frac {12\pi k_{\rm {B}}^{4}}{h^{3}c_{0}^{2}}}T^{4}={\frac {90}{\pi ^{4}}}j^{\star }={\frac {1}{\zeta (4)}}\sigma T^{4}\approx 0,923938\,\sigma T^{4}\!\,}
соответственно меньше.

### Плотность потока энергии приближения Рэлея — Джинса
Плотность потока энергии в приближении Рэлея — Джинса равна:
{\displaystyle j_{\rm {R}}^{\star }=2\pi c_{0}k_{\rm {B}}T\int _{0}^{\infty }\,{\frac {1}{\lambda ^{4}}}\mathrm {d} \lambda \!\,.}
Интеграл расходится:
{\displaystyle \int _{0}^{\infty }\,{\frac {1}{\lambda ^{4}}}\mathrm {d} \lambda =\infty \!\,,}
так что плотность потока энергии бесконечна:
{\displaystyle j_{\rm {R}}^{\star }=\infty \!\,.}
Это классический результат, согласно которому происходит непрерывный обмен энергией излучения.

## Подтверждение, принятие и значение
Некоторые физики обвиняют Стефана в том, что его путь к открытию закона был довольно шатким. В частности, ошибкой оказалось использовать платину в качестве источника излучения абсолютно чёрного тела. Было бы неправильно сказать, что он открыл закон вслепую. Многие счастливые совпадения повлияли на его целеустремленность, что часто случается со многими важными открытиями. Измерив теплопроводность, он убедился в неприменимости модель Дюлонга — Пти, использовал кинетическую теорию газов, применил абсолютную температуру. В модели Дюлонга — Пти также использовалась температура по Цельсию. Вскоре после публикации статьи другие исследователи тоже начали проверять закон Стефана. Он был подтверждён Лео Гретцем в 1880 году и Кристианом Кристиансеном в 1884 году.
На момент открытия закона ещё не было до конца установлена его область применимости. В конце концов, исследователи поняли, что нужно использовать абсолютно чёрное тело. Модель чёрного тела была разработана Отто Люммером и Эрнстом Прингсгеймом в 1897 году и Фердинандом Курльбаумом в 1898 году. В 1896 году Вильгельм Вин открыл закон смещения максимума спектра излучения чёрного тела. Макс Планк начал работать над излучением чёрного тела в 1894 году. Он впервые рассмотрел влияние электромагнитных волн на небольшой электрический диполь. Он открыл свой закон в 1900 году, а лорд Рэлей и Джеймс Джинс представили свой закон в 1905 году на основе классической физики, который оказался аппроксимацией закона Планка. Закон Планка нельзя вывести только из уравнений электромагнитного поля, и необходимо учитывать подходы квантовой физики. Планк едва смирился с новой идеей, что излучение не может непрерывно обмениваться энергией со стенкой чёрного тела. Его формула сначала не воспринималась всерьёз, но в 1905 году Альберт Эйнштейн расширил свою идею и объяснил фотоэлектрическое явление в своей статье «Об эвристической позиции относительно происхождения и изменения света». В 1920 году Шатьендранат Бозе разработал теорию статистической фотонной механики, из которой удалось теоретически вывести закон Планка.
Значение Стефана солнечной температуры было независимо эмпирически подтверждено в 1894 году Уильямом Уилсоном и Греем с использованием гелиостата и переработанного дифференциального радиомикрометра, сделанного в 1889 году Чарльзом Бойзом. Прибор представлял собой комбинацию болометра и гальванометра. Используя нулевой метод, они сравнили солнечное излучение с излучением от электрически нагретой платиновой полосы. Они измерили эффективную температуру около 7073 К, что после нескольких поправок на поглощение в атмосфере Земли и атмосферы Солнца в 1901 году дало значение 6590 °С (6863 К).